# Wortspiele
Wortspiele ist der Name eines dreitägigen internationalen Festivals für junge Literatur, das alljährlich zunächst in München, im Anschluss daran in Wien stattfindet.

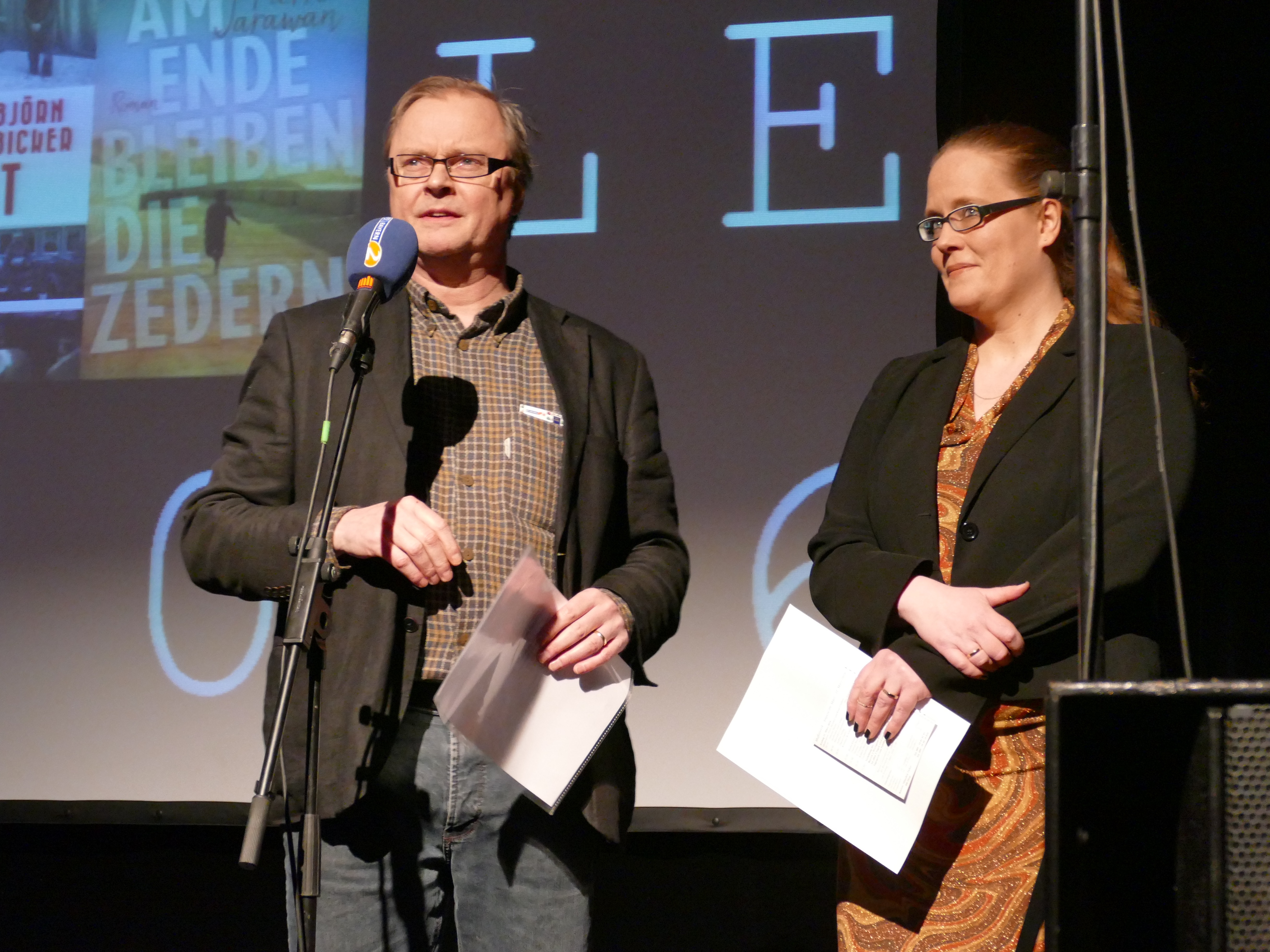
Veranstalter Johan de Blank eröffnet die WORTSPIELE zusammen mit seiner Frau Jana de Blank

Initiator des Festivals ist der aus den Niederlanden stammende Literaturagent Johan de Blank, der die Wortspiele zum ersten Mal im Mai 2001 in München veranstaltete. Sein Konzept bringt Neuerscheinungen junger Autoren drei Abende lang auf die Bühne des Muffatwerks (in Wien zwei Abende im Jazzclub Porgy & Bess). Die Schriftsteller lesen etwa 20 Minuten lang aus ihrem Werk, das vorwiegend junge Publikum wählt am Schluss der Veranstaltung einen Tagessieger. Am dritten Abend der Münchner Wortspiele wird der von einer Jury vergebene Bayern-2-Wortspiele-Preis verliehen, der mit 2.000 Euro dotiert ist und mit der Möglichkeit einer Lesung im Hörfunk (Bayern 2, Das offene Buch) verbunden ist. Außerdem geht der Preis mit einem einmonatigen Aufenthaltsstipendium im Goethe-Institut Peking einher. Durch die Abende führten in der Anfangszeit Schriftsteller, inzwischen Moderatoren des Bayerischen Rundfunks. Der Münchner Autor Nikolai Vogel begleitet die Lesungen mit künstlerischen Wort-Projektionen. Unterstützt werden die Wortspiele vom Münchner Kulturreferat, Medienpartner sind der Bayerische Rundfunk, das Goethe-Institut und die Literaturzeitschrift Volltext.
Die bisherigen Träger des Bayern-2-Wortspiele-Preises sind:
- 2004: Kathrin Röggla (S. Fischer)

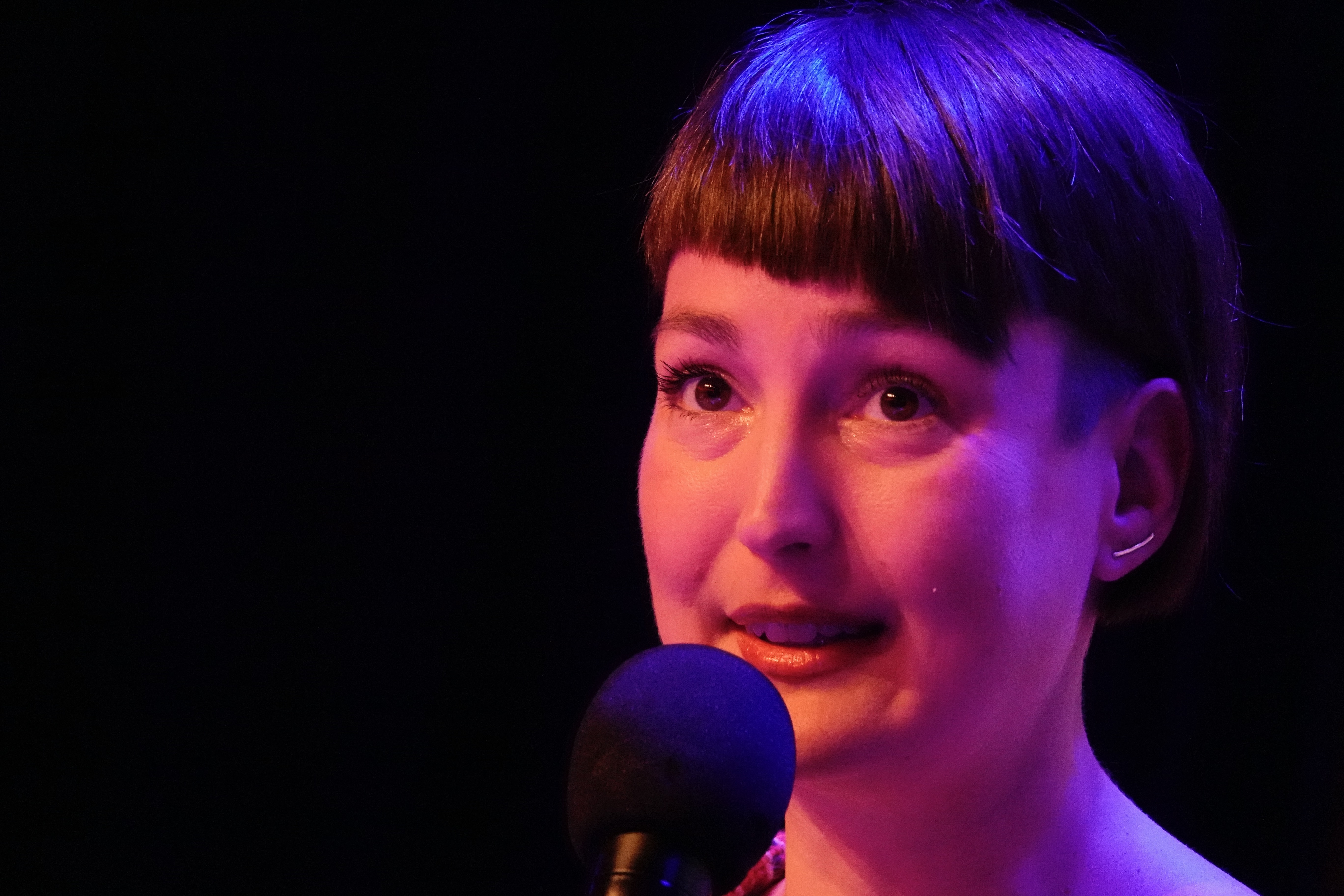
Gewinnerin des Bayern2-Wortspiele-Preises 2025: Regina Dürig

- 2005: Christoph Peters (Luchterhand)
- 2006: Matthias Göritz (Berlin Verlag)
- 2007: Kevin Vennemann (Suhrkamp)
- 2008: Fridolin Schley (Berlin Verlag)
- 2009: Maria Cecilia Barbetta (S. Fischer)
- 2010: Christiane Neudecker (Luchterhand)
- 2011: Daniela Dröscher (Berlin Verlag)
- 2012: Sebastian Polmans (Suhrkamp)
- 2013: Saskia Hennig von Lange (Jung und Jung)
- 2014: Matthias Nawrat (Rowohlt)
- 2015: Michael Fehr (Der gesunde Menschenversand)
- 2016: Katharina Winkler (Suhrkamp)
- 2017: Andreas Stichmann (Rowohlt)
- 2018: Jovana Reisinger (Verbrecher Verlag)
- 2019: Michel Decar (Ullstein Verlag)
- 2020: Alexandra Riedel (Verbrecher Verlag)
- 2021: Julia Rothenburg (Frankfurter Verlagsanstalt)
- 2022: Yannic Han Biao Federer (Suhrkamp)
- 2023: Antonia Baum (Claassen)
- 2024: Dana von Suffrin (Kiepenheuer & Witsch)
- 2025: Regina Dürig (Literaturverlag Droschl)